# Helena Koburg

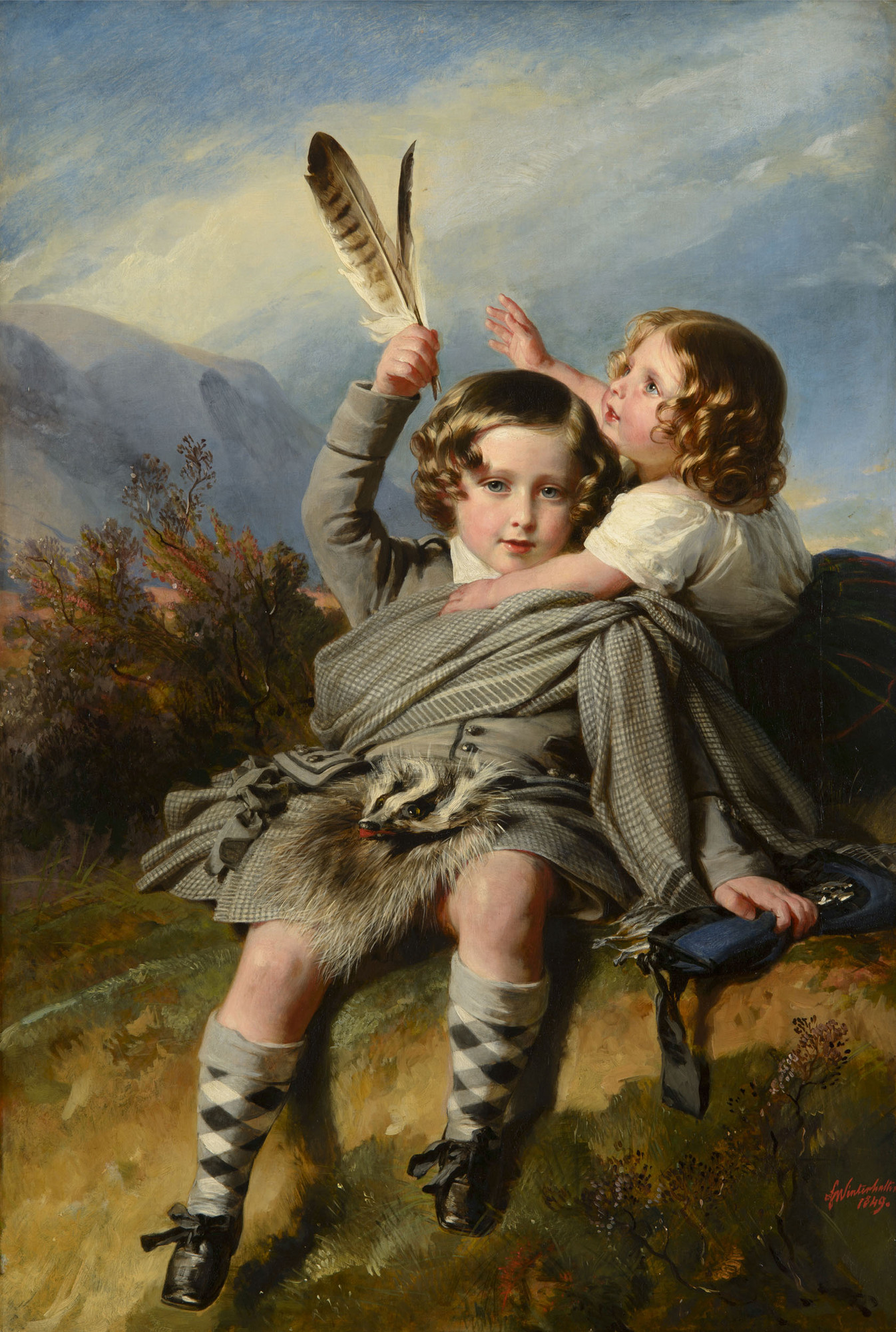
Mała Helena (z tyłu) z bratem, księciem Alfredem na obrazie Franza Winterhaltera, 1843

Helena, właśc. Helena Augusta Victoria (ur. 25 maja 1846 w Londynie, zm. 9 czerwca 1923 tamże) – księżniczka Zjednoczonego Królestwa, księżna Szlezwika-Holsztynu.

## Rodzina
Helena urodziła się w Buckingham Palace jako córka królowej Wielkiej Brytanii Wiktorii i jej męża Alberta z Saksonii-Coburga-Gothy. Księżniczka miała ośmioro rodzeństwa:
- Wiktoria (1840-1901), cesarzowa Niemiec i królowa Prus
- Edward (1841-1910), król Wielkiej Brytanii w latach 1901-1910
- Alicja (1843-1878), wielka księżna Hesji, matka carycy Aleksandry Fiodorowny
- Alfred (1844-1900), książę Edynburga, ojciec Marii – królowej Rumunii, i Wiktorii Melity – wielkiej księżnej Hesji, wielkiej księżnej Rosji
- Luisa (1848-1939)
- Artur (1850-1942), książę Connaught i Strathearn
- Leopold (1853-1883), książę Albany
- Beatrycze (1857-1944)

Jej babką ze strony matki była Wiktoria z Saksonii-Coburga-Saalfeld, a dziadkiem książę Kentu, Edward August Hanowerski. Wujkiem księżniczki był król Wielkiej Brytanii, Wilhelm IV. Prababką Heleny była Augusta Reuss-Ebersdorf.

## Małżeństwo
Królowa Wiktoria postanowiła wydać Helenę za księcia Szlezwika-Holsztynu, Chrystiana (1831-1917), którego rodzina straciła swe księstwa. Przyszły mąż Heleny był drugim synem księcia Augustenburga, Chrystiana (1798-1869) i jego żony, Luizy Danneskjold-Samsøe. Nie mając ziemi ani osobistego majątku, książę był zachwycony, mogąc zamieszkać we Frogmore (Berkshire), na terenie parku okalającego zamek w Windsorze. Helena poddała się woli matki. Wiktoria uważała natomiast, że jej córka ma wielkie szczęście – jak pisała – „mogąc żyć na tej świętej i spokojnej ziemi, z dala od wojen i rozruchów”. Ślub odbył się 5 lipca 1866 w Zamku Windsor. Z tego małżeństwa urodziła się szóstka dzieci:
- książę Christian Wiktor (ur. 14 sierpnia 1867, zm. 29 października 1900)
- książę Albert (ur. 28 lutego 1869, zm. 13 marca 1931)
- księżniczka Helena Wiktoria (ur. 3 maja 1870, zm. 13 marca 1948)
- księżniczka Maria Luiza (ur. 12 sierpnia 1872, zm. 8 grudnia 1956)
- książę Fryderyk Harald (ur. 12 maja 1876, zm. 20 maja 1876)
- syn (ur. i zm. 7 maja 1877)

## Śmierć
Księżna Helena zmarła 9 czerwca 1923 w Schomberg House, jej londyńskiej rezydencji, w wieku 77 lat. Została pochowana obok swojego męża w Królewskiej Krypcie we Frogmore.

## Tytulatura
- Jej Królewska Wysokość Księżniczka Helena (1846-1866)
- Jej Królewska Wysokość Księżna Chrystianowa Szlezwika-Holsztynu (1866-1917)
- Jej Królewska Wysokość Księżna Chrystianowa (1917-1923)